# IC 4989
IC 4989 ist eine Spiralgalaxie vom Hubble-Typ Sbc im Sternbild Pfau am Südsternhimmel. Sie ist schätzungsweise 272 Millionen Lichtjahre von der Milchstraße entfernt und hat einen Durchmesser von etwa 215.000 Lichtjahren.
Das Objekt wurde am 17. Mai 1904 vom Astronomen Royal Harwood Frost entdeckt.